# Garbage
Pour les articles homonymes, voir Garbage (homonymie).
Garbage [ˈɡɑɹbɪd͡ʒ]  est un groupe de pop-rock américain, originaire de Madison, dans le Wisconsin.
Le groupe est formé en 1993, autour de la chanteuse écossaise Shirley Manson avec les musiciens et producteurs américains Butch Vig, Duke Erikson et Steve Marker.
Garbage compte une série de hit-singles entre 1995 et 1996, incluant les simples Queer, Stupid Girl et Only Happy When It Rains. Leur premier album Garbage reçoit un succès critique et commercial : il s'est écoulé à plus de quatre millions d'exemplaires de par le monde. Leur deuxième album Version 2.0 paru en 1998 est arrivé en tête des charts anglais.
Après avoir sorti les albums Beautiful Garbage en 2001 et Bleed Like Me en 2005, le groupe publie un nouveau disque Not Your Kind of People en mai 2012. À la suite d'une tournée hommage à leur 20 ans de carrière, leur sixième album intitulé Strange Little Birds est sorti le 10 juin 2016. Leur septième album No Gods No Masters est sorti en 2021.

## Biographie

### Débuts (1993–1994)
Le groupe est formé en 1993 par un trio de producteurs américains, Butch Vig (qui a entre autres produit Nevermind de Nirvana, Gish et Siamese Dream des Smashing Pumpkins, et l' album de Green Day, 21st Century Breakdown), Duke Erikson et Steve Marker. Leur principale activité est alors de rechercher des sonorités originales en combinant guitares et effets électroniques. Il leur fallait cependant une voix et ce fut tout à fait par hasard que Steve Marker, qui regardait une chaîne musicale câblée, remarque un soir Shirley Manson dans le clip Suffocate Me d'Angelfish, un groupe britannique dont elle était alors la chanteuse. Le trio décide de la contacter au printemps 1994. 
Le groupe ne devait être au départ qu'un projet informel, ne durer que le temps de quelques titres. Mais devant le succès que rencontre Vow, leur premier titre, un véritable esprit de groupe se forme qui donnera naissance l'année suivante (1995) à un premier album, qui rencontrera lui aussi un franc succès (plus de six millions d'albums vendus).

### Garbageet succès (1995–2001)
À partir de 1995, Garbage sort une série de singles qui rencontrent un succès grandissant, pour culminer avec Stupid Girl. Leur premier album, Garbage, sort un peu plus tard dans l'année. Il atteint le Top-20 aux États-Unis et le Top-10 au Royaume-Uni et s'inscrit dans la continuité des essais musicaux de Butch Vig et de ses acolytes, mélangeant du rock sombre avec des mélodies pop.
Le groupe travaille ensuite pendant deux ans sur un deuxième album, période pendant laquelle Shirley Manson se fait connaître par les internautes comme étant une des premières artistes à tenir un blog. Le single Push It sort au printemps 1998, suivi par l'album, Version 2.0, qui atteint rapidement le statut de double disque d'or en France. Le son du groupe prend un virage vers le monde de la musique électronique, certaines des chansons comportant plus de 100 boucles et samples différents. C'est un des premiers albums à avoir été entièrement réalisé à l'aide d'un logiciel de création musicale. Un an plus tard, alors qu'ils viennent d'achever une tournée mondiale longue de 18 mois, on demande au groupe d'interpréter le générique de Le monde ne suffit pas, le 19e film des aventures de James Bond.
Après s'être à nouveau longuement retirés dans leur studio de Madison, dans le Wisconsin, Garbage sort Beautiful Garbage en 2001. Ce troisième album reste à ce jour le plus éclectique du groupe, chaque morceau explorant un univers musical particulier, bien que tous soient marqués par l'ambiguïté du titre de l'album (qui peut se traduire par « jolis détritus ») ; des mélodies pop sabordées par des paroles très sombres. Beautiful Garbage se classe en France au troisième rang des ventes lors de sa sortie.

### Période de transition (2002–2009)

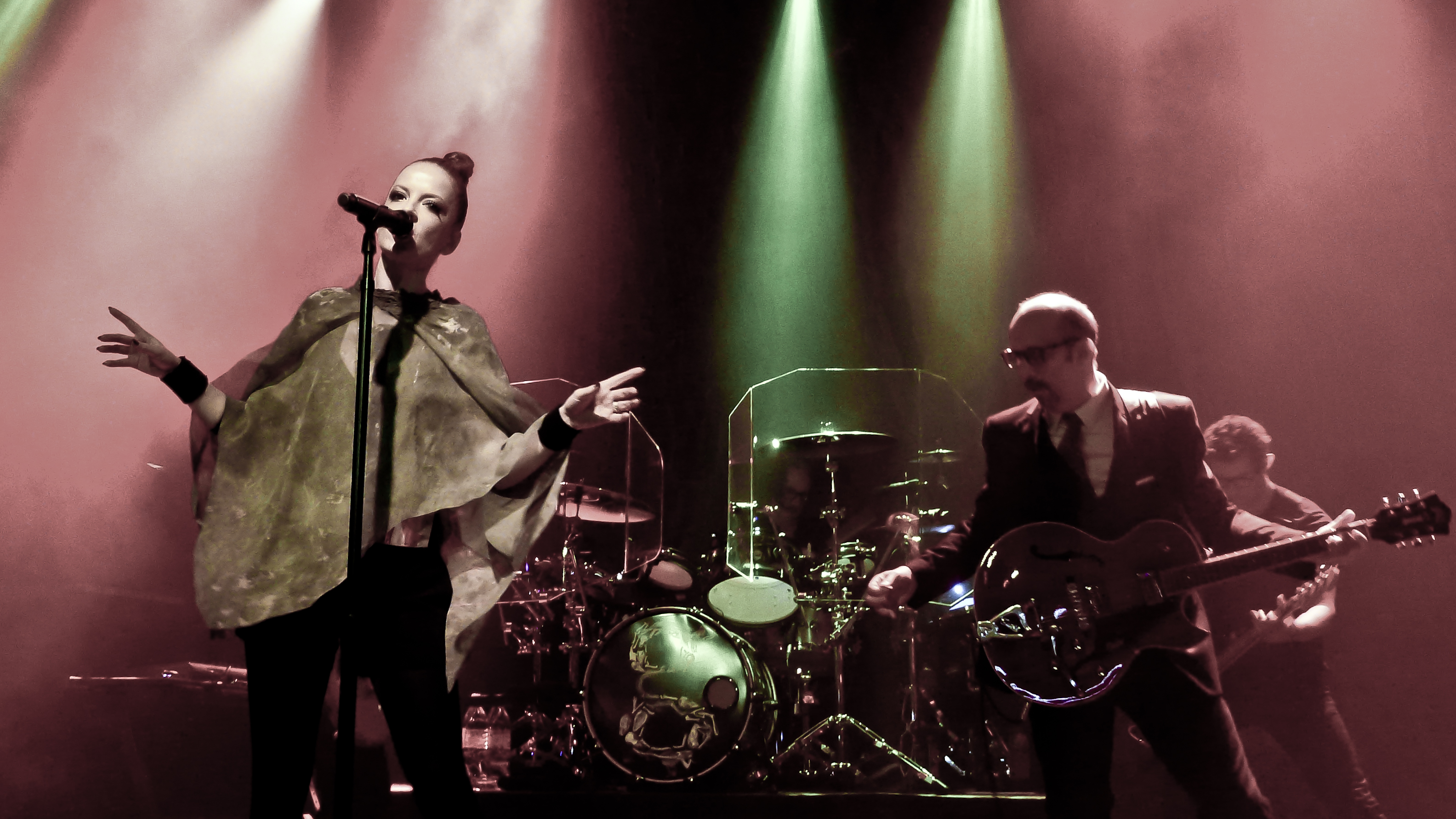
Garbage en concert.

Fin 2002, après une tournée mondiale qui a duré plus d'un an, le groupe entre dans une nouvelle période de silence pour enregistrer un quatrième opus, Bleed Like Me, qui sort environ deux ans et demi plus tard, en avril 2005. En 2003, le groupe apparaît sur la compilation We're a Happy Family, sur laquelle divers groupes rendent hommage aux Ramones. Garbage y interprète I Just Wanna Have Something To Do, qui avait déjà été jouée pendant la tournée Beautifulgarbage.
Des reports successifs de la sortie de cet album auraient été dus à des tensions au sein du groupe en studio, voire à une séparation provisoire. Le clip du premier single, Why Do You Love Me, semble être en partie autobiographique puisqu'on y voit les membres du groupe se quereller. Bleed Like Me est un retour à un son plus brut et plus rock, les membres du groupe ont d'ailleurs déclaré qu'ils voulaient retrouver en studio l'énergie qu'ils ressentaient lors de leurs concerts, d'où une minimisation relative des effets électroniques pour mettre en avant le son des guitares. Des musiciens de renom dans le milieu du rock alternatif tels que Dave Grohl de Foo Fighters ou John 5 de Marilyn Manson ont participé à l'enregistrement de l'album ou de faces B.
En septembre 2005, le groupe publie un communiqué annonçant une pause d'une durée indéterminée, pour « se reposer après une tournée exténuante et retrouver leurs proches ».
En juillet 2007, le groupe sort Absolute Garbage, une compilation contenant dix-sept singles dont un inédit, Tell Me Where It Hurts.

### Retour et nouvel album (2010–2012)
Fin 2010 et début 2011, Shirley Manson, annonce que Garbage est de retour en studio pour l'enregistrement d'un nouvel album. Fin 2011, le groupe confirme au mensuel américain Rolling Stone que le disque sortira soit en mars ou soit en avril 2012. En janvier 2012, Garbage annonce à ses fans que l'album comporte onze morceaux. Not Your Kind of People, sort en Europe le 15 mai 2012. Garbage part ensuite en tournée, avec notamment un concert à l'Olympia à Paris en mai, suivi d'autres dates en France et en Europe.

### Record Store Day (2013–2015)
Garbage et Screaming Females enregistrent la reprise de la chanson Because the Night pour le Record Store Day en 2013. Ils publient la vidéo réalisée par Sophie Muller. Le groupe publie son premier DVD live, One Mile High... Live, en mai 2013. Shirley Manson confirme deux nouvelles chansons pour le Record Store Day le 19 avril 2014.
Le 2 octobre 2015, le groupe publie une version deluxe de leur premier album, pour célébrer son vingtième anniversaire. Pendant la tournée 20 Years Queer, Vig annoncela fin du mixage pour le 1er février 2016, et une tournée mondiale pour l'été la même année.

### Strange Little Birds(depuis 2016)

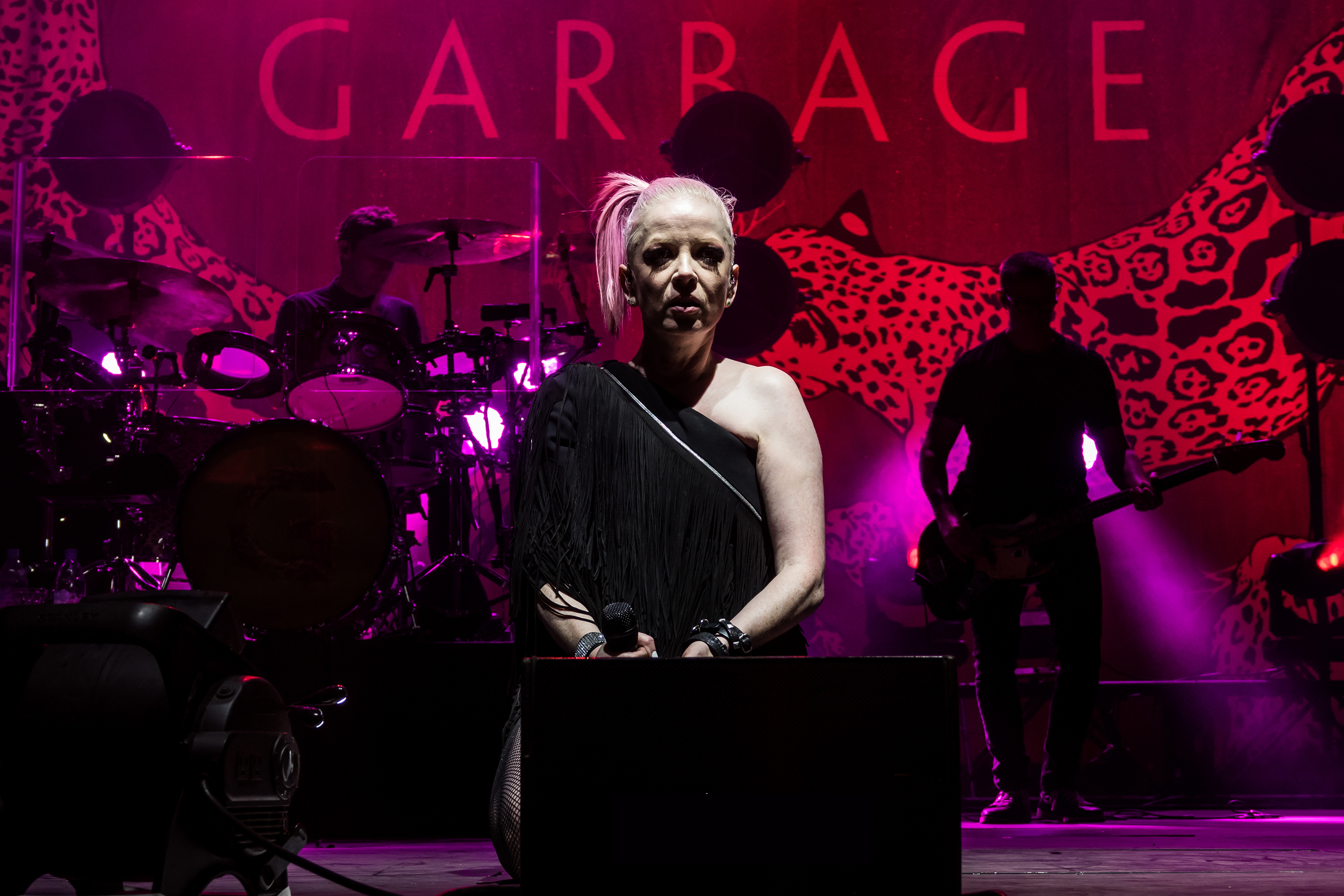
Garbage en tournée en 2016.

Le 6 février 2016, Garbage annonce sur Facebook que les enregistrements sont terminées, ne manquant plus que le mastering. Vig confirme aussi le titre d'une nouvelle chanson, Even Though Our Love is Doomed. Trois jours plus tard, l'album est terminé. Strange Little Birds, le sixième album du groupe, est publié le 10 juin 2016. En 2019, le groupe annonce travailler à son septième album à partir du mois de mars.

### No Gods, No Masters(2022- )
Le 30 mars 2021, le groupe publie sur les réseaux sociaux le clip d'un nouveau titre " The Men Who Rule The World ". Ce single, disponible en téléchargement, est le premier extrait du septième album de Garbage, intitulé "No Gods No Masters", dont la sortie est annoncée le 11 juin 2021 et les précommandes possibles sur le site officiel du groupe.
Ce nouvel album contient 11 titres et 19 dans sa version double CD Deluxe.

## Style musical et influences
Leur style musical est défini comme étant à la fois rock alternatif, post-grunge et électronique. Les membres de Garbage mentionnent parmi leurs influences, Roxy Music, The Pretenders, Siouxsie and the Banshees,, Patti Smith, David Bowie, Blondie et My Bloody Valentine.

## Discographie

### Albums studio
- 1995 -  Garbage (16e en France[22])
- 1998 - Version 2.0 (1er en France[22])
- 2001 - BeautifulGarbage
- 2005 - Bleed Like Me
- 2012 - Not Your Kind of People
- 2016 - Strange Little Birds
- 2021 - No Gods No Masters
- 2025 - Let All That We Imagine Be the Light

### Compilations
- 2007 - Absolute Garbage
- 2022 - Anthology (Inclus un titre rare "Witness to Your Love")
- 2024 - Copy/Paste (Compilation de reprises de 10 classiques dans le cadre du Black Friday – Record Store Day)

### Singles
- 1995 : Vow (de Garbage)
- 1995 : Subhuman
- 1995 : Only Happy When It Rains (de Garbage)
- 1995 : Queer (de Garbage)
- 1996 : Stupid Girl (de Garbage)
- 1996 : Milk (de Garbage)
- 1997 : #1 Crush (bande originale de Roméo + Juliette)
- 1998 : Push It (de Version 2.0)
- 1998 :  I Think I'm Paranoid (de Version 2.0)
- 1998 : Special (de Version 2.0)
- 1999 : When I Grow Up (de Version 2.0)
- 1999 : The Trick Is To Keep Breathing (de Version 2.0)
- 1999 : You Look So Fine (de Version 2.0)
- 1999 : The World Is Not Enough (bande originale de Le monde ne suffit pas)
- 2001 : Androgyny (de BeautifulGarbage)
- 2002 : Cherry Lips (Go Baby Go!) (de BeautifulGarbage)
- 2002 : Breaking Up the Girl (de BeautifulGarbage)
- 2002 : Shut Your Mouth (de BeautifulGarbage)
- 2005 : Why Do You Love Me (de Bleed Like Me)
- 2005 : Bleed Like Me (de Bleed Like Me aux États-Unis seulement)
- 2005 : Sex Is Not The Enemy (de Bleed Like Me au Royaume-Uni seulement)
- 2005 : Run Baby Run (en)
- 2007 : Tell Me Where It Hurts
- 2012 : Blood For Poppies
- 2012 : Battle In Me
- 2012 : Control
- 2012 : Big Bight World
- 2012 : Automatic Systematic Habit
- 2016 : Empty
- 2021 : The Men Who Rule The World

## Vidéographie
- 1996 - Garbage Video (vidéo-clips du 1er album du groupe)
- 2007 - Absolute Garbage (compilation 16 vidéo-clips + documentaire de 69 min)
- 2013 - One Mile High... Live (filmé le 6 octobre 2012 à l'Odgen Theater de Denver, USA)

### Réalisateurs
- Samuel Bayer : Vow, Only happy When It Rains, Stupid Girl
- Stéphane Sednaoui : Queer, Milk (version en plan unique), You Look So Fine
- Declan Lowney : Milk (version montée)
- Andrea Giacobbe : Push It
- Matthew Rolston : I Think I'm Paranoid
- Dawn Shadforth : Special
- Sophie Muller : When I Grow Up (versions live et concept), The Trick Is To Keep Breathing, Why Do You Love Me, Bleed Like Me, Sex Is Not The Enemy, Run Baby Run, Tell Me Where It Hurts, Because The Night
- Philip Stolzl : The World Is Not Enough
- Don Cameron : Androgyny
- Joseph Kahn : Cherry Lips (Go Baby Go!)
- Francis Lawrence : Breaking Up The Girl
- Henry Moore Selder : Shut Your Mouth
- Matt Irwin : Blood For Poppies
- Julie Orser : Big Bright World
- Javi.MiAmor : The Men Who Rule The World[23]

## Distinctions
- MTV Europe Music Awards 1996 : révélation de l'année
- BMI Awards 1997 : meilleure chanson pop pour Stupid Girl
- MTV Video Music Awards 1999 : meilleurs effets spéciaux pour le clip de Special
- BMI Awards 2000 : meilleure chanson pop pour Special